# XIV Cuerpo de Ejército Guerrillero
El XIV Cuerpo de Ejército Guerrillero fue una formación militar republicana que luchó en la guerra civil española. Constituyó uno de los pocos intentos republicanos en formar unidades guerrilleras para practicar la guerra de guerrillas contra las fuerzas sublevadas.

## Historia

### Orígenes
Conforme se produjo la ocupación de España por el ejército del bando sublevado, muchas personas que habían apoyado al bando republicano se «echaron al monte», constituyendo el fenómeno de los «huidos» —algunos se escondieron en casas, establos u otras dependencias para eludir la represión: fueron los «topos—. La primera propuesta para que los grupos de «huidos» se organizaran como una guerrilla que hostigara la retaguardia del ejército franquista partió del general Vicente Rojo, al mando de la defensa de Madrid, que a finales de 1936 pidió que los grupos que actuaban en Extremadura formaran unidades guerrilleras vinculadas al Ejército de la República. Algunos dirigentes anarquistas como Juan García Oliver y Diego Abad de Santillán también lo propusieron, pero tropezaron con la oposición de los asesores militares soviéticos y los delegados de la Komintern que calificaron la idea de «derrotista», a pesar de que el secretario general del PCE, José Díaz, había propuesto en marzo de 1937 «impulsar la formación de grupos guerrilleros que ya están actuando a espaldas del enemigo».
En mayo de 1937 el Ejército Popular de la República creó una unidad de guerrilleros con la intención de llevar a cabo acciones de guerrilla en territorio de las fuerzas sublevadas. Esta primera unidad guerrillera tuvo su primer cuartel general en Benimàmet (Valencia) y más tarde en Alcalá de Henares (Madrid). Posteriormente se crearían otras bases militares. Finalmente cuando era inminente la caída del frente norte el gobierno de Juan Negrín decidió crear una unidad de guerrillas del Ejército Popular Republicano llamada XIV Cuerpo de Ejército Guerrillero. En el decreto publicado el 1 de octubre de 1937 en el Diario Oficial se nombró a Domingo Ungría jefe del mismo y a Pelegrín Pérez comisario político.

### XIV Cuerpo de Ejército Guerrillero
A finales de 1937 la formación guerrillera quedó finalmente establecida como XIV Cuerpo de Ejército Guerrillero, recuperando la numeración del antiguo XIV Cuerpo de Ejército del Frente Norte. La nueva unidad estaba compuesta por 3 divisiones guerrilleras: la 48.ª, la 49.ª y la 50.ª. Cada división estaba compuesta de varias brigadas de 140 o 150 guerrilleros, comandadas por un capitán. A su vez existían grupos de sabotaje, que estaban compuestos por 5 o 6 integrantes, mandados estos por un sargento. El Cuerpo quedó bajo el mando del coronel Domingo Ungría, procedente del Servicio de Información Militar.
Sus integrantes fueron entrenados en las tácticas guerrilleras durante ocho semanas en Benimámet (provincia de Valencia), Pins de Vallés (provincia de Barcelona) y Villanueva de Córdoba. Se les asignaron cuatro zonas de actuación —Andalucía, Aragón, Centro y Extremadura— donde debían realizar acciones de sabotaje de las comunicaciones y líneas de suministros de las fuerzas franquistas. La actuación de mayor resonancia que realizó el XIV Cuerpo fue la liberación de 300 prisioneros republicanos de un batallón disciplinario que estaban recluidos en el Fuerte Carchuna (Granada), aunque su labor de mayor trascendencia fue aglutinar a las partidas de «huidos» que actuaban en Extremadura y Andalucía. Su mayor fracaso fue no conseguir contactar con los grupos del norte (Santander, Asturias, Galicia y León).
Aunque llegó a emprender acciones en la retaguardia franquista, su influencia en el conflicto fue mínima. A principios de 1939 las unidades que componían el Cuerpo de Ejército se habían elevado a 6 divisiones, cada cual compuesta por 4 brigadas de 150 hombres. Pero con el final de la guerra llegó su disolución, aunque algunos de sus integrantes continuaron sus actividades dentro del maquis antifranquista.